# Santa María de Sando
Santa María de Sando település Spanyolországban, Salamanca tartományban. Santa María de Sando Villasdardo, Encina de San Silvestre, Sando és Cipérez községekkel határos. Lakosainak száma 95 fő (2024).

## Népesség
A település népessége az elmúlt években az alábbi módon változott:
| Lakosok száma | 178  | 159  | 141  | 135  | 130  | 127  | 114  | 110  | 99   | 95   |
|               | 2001 | 2004 | 2007 | 2009 | 2012 | 2014 | 2017 | 2019 | 2022 | 2024 |